# Espigão d'Oeste
Espigão d'Oeste es un municipio brasileño, ubicado en el estado de Rondônia. Con una población de 33 610 habitantes (IBGE 2012), la ciudad es la 13.ª más poblada de Rondônia y la 119.ª más poblada del norte de Brasil.